# كونراد الثاني
كونراد الثاني (بالألمانية: Konrad II.)‏ (نحو 990 - أوتريخت، 4 يونيو 1039) ملك الرومان (rex romanorum) بين عامي 1024 و1039، وملك إيطاليا من عام 1026، ورأس الإمبراطورية الرومانية المقدسة من سنة 1027 حتى 1039 وملك بورغونيا 1032.
كونراد استمرار الاتساق مع سياسات سلفه هنري الثاني، وعززت قوة الامبراطورية. كما أعرب عن تأييده للكنيسة، دون انتهاك صلاحيات البابا على الرغم من العديد من الانتفاضات، وسلطته في الواقع لم يكن في خطر. إنه أُجبر على تقديم تنازلات إقليمية على الحدود الشمالية والشرقية، ولكن مع اكتساب مملكة بورغونيا قاد إمبراطورية شاسعة.

## النشأة

### الخلفية العائلية
تعود أصول سلالة ساليان إلى الكونت فيرنر الخامس - نبيل فرنجي من دوقية فرانكونيا التي تقع إلى الشرق من الراين – وقد خلفه ابنه كونراد الأحمر في منصب الكونت في عام 941، ورفَّعه الملك أوتو الأول (الإمبراطور الروماني المقدس المستقبلي) إلى دوق لورين في عام 944، وتزوج لاحقًا من ليوتغارد -إحدى بنات أوتو- في عام 947 وترقى ليصبح أحد أهم حلفاء الملك. تدهورت العلاقة لاحقًا بين أوتو وكونراد عندما رفض أوتو احترام معاهدة السلام التي أبرمها كونراد بصفته ممثلًا لأوتو مع برنغار الثاني ملك إيطاليا، واستاء كونراد أيضًا من النفوذ المتزايد لهنري الأول دوق بافاريا شقيق أوتو الذي اعتبر كونراد تهديدًا لمنصب،. انضم كونراد في عام 953 إلى نسيبه ليودولف في تمرد ضد أوتو، لكن التمرد سُحق وجُرِّد كونراد من لقبه كدوق لورين، لكن كونراد تصالح مع أوتو في النهاية وقاتل إلى جانبه في معركة ليشفيلد الحاسمة عام 955 والتي وضعت حدًا للغزوات المجرية على أوروبا، وقُتل فيها كونراد. خلف كونراد ابنه أوتو في عام 956، والذي كان أيضًا أول حفيد ذكر للملك أوتو الأول، وفي تاريخ غير معروف يقع في الفترة بين عامي 965 و 970 ولد لأوتو صبي ذكر سمّاه هنري (والد كونراد الثاني) توفي عن عمر يناهز 20 عامًا في الفترة بين 985 و 990. كانت والدة كونراد الثاني هي أديلايد ميتز، وبعد وفاة هنري تزوجت من نبيل فرنكي ولم تعد تربطها أي علاقة بابنها كونراد الثاني.
عيّن الإمبراطور أوتو الثاني في عام 978 ابن أخيه أوتو فورمس دوقًا لكارينثيا، ليخلف بذلك «الدوق الثائر» هنري الأول الذي أطيح به بعد حرب طاحنة. لكن أوتو فقد منطقته في فورمس عند تعيينه كدوق لكارينثيا، والتي مُنحت للأسقف هيلديبالد المستشار الإمبراطوري للإمبراطور أوتو الثاني. توفي أوتو الثاني فجأة في عام 983 وخلفه ابنه الرضيع أوتو الثالث وكانت والدته ثيوفانو هي الوصية على العرش. سعت ثيوفانو إلى التوفيق بين العائلة الإمبراطوري وهنري الأول وإعادته إلى دوقية كارينثيا في 985، مع السماح لأوتو فورمس باستعادة منصب أسلافه بصفته كونت فورمس، خدم أوتو فورمس الإمبراطور الجديد بإخلاص وحصل على حكم فيرونا في عام 955، ومنحت دوقية كارينثيا إلى هنري الرابع دوق بافاريا. توفي الإمبراطور أوتو الثالث في عام 1002، وأصبح كل من أوتو فورمس - جد كونراد الثاني - وهنري الرابع مؤهلين لمنصب ملك ألمانيا، وفي حل توافقي انسحب أوتو من المنافسة على العرش، وحصل في المقابل على دوقية كارينثيا من الملك المنتخب حديثًا هنري الرابع وتخلى أوتو فورمس عن إقطاعته في فورمس إلى الأسقف بورشارد الذي يعد خصمًا سياسيًا له منذ فترة طويلة.

### مرحلة البلوغ
تزوج كونراد في 1016 من الدوقة التي ترملت مرتين جيزيلا من شوابيا، ابنة الدوق هيرمان الثاني من شوابيا الذي طالب في 1002 بالعرش الألماني دون جدوى بعد وفاة الإمبراطور أوتو الثالث، واختير آنذاك الإمبراطور هنري الثاني عوضًا عنه. تزوجت جيزيلا أول مرة من الكونت برونو الأول من بروانشفايغ في العام نفسه. بعد وفاة برونو نحو 1010، تزوجت جيزيلا من إرنست الأول من عائلة بابنبرغ. ورث إرنست الأول من خلال هذا الزواج دوقية شوابيا بعد وفاة شقيق جيزيلا الدوق هيرمان الثالث من شوابيا في 1012. أنجبت من هذا الزواج ولدين: إرنست الثاني وهيرمان. بعد وفاة إرنست الأول في 1015، عين الإمبراطور هنري الثاني إرنست الثاني دوقًا لشوابيا. بصفته زوج جيزيلا الجديد، أمِل كونراد في أن يصبح وصيًا على ابن زوجته القاصر في إدارة الدوقية، وهي فرصة لزيادة رتبته وبالتالي المطالبة بدوقيته الخاصة. منع الإمبراطور هنري الثاني هذه المحاولة من خلال وضع الوصاية على إرنست الثاني وشوابيا في يد رئيس الأساقفة بوبو من ترير في 1016. زاد هذا الإجراء من توتر العلاقة السيئة أصلًا بين سلالة أوتو الإمبراطورية وسلالة ساليان.
فشلت آمال كونراد الثاني في الحصول على دوقية خاصة به، لكن الزواج من جيزيلا جلب له الثروة. كانت والدتها جيربيرجا البرغونية ابنة الملك البرغونية كونراد وحفيدة الملك الفرنجي الراحل لويس الرابع، زعمت جيزيلا أيضًا النسب من شارلمان من خلال والدتها وأبيها. عارض الكثيرون الزواج بسبب العلاقة الأسرية المشتركة بين جيزيلا وكونراد. إذ ينحدر كلاهما من نسل الملك هنري الأول - كونراد من الجيل الخامس وجيزيلا من الجيل الرابع. وكان الزواج ممنوعًا بين الأقارب من الجيل الأول إلى الجيل السابع وفقًا للقانون الكنسي. على الرغم من أن زواج كونراد خالف قليلًا الممارسة المعتادة في ذلك الوقت، فإن الكنسيين الصارمين استاؤوا من الزواج واستند الإمبراطور هنري الثاني إلى هذا الانتهاك للقانون الكنسي عندما أرسل كونراد إلى المنفى مؤقتًا. خلال نفيه أنجبت جيزيلا ابنًا من كونراد في 28 أكتوبر 1017، وهو الإمبراطور المستقبلي هنري الثالث. تصالح كونراد والإمبراطور هنري الثاني في النهاية وعاد إلى ألمانيا.

## عهده الملكي

### الانتخابات الملكية
توفي الإمبراطور هنري الثاني دون أن يكون له أطفال في عام 1024، ما وضع نهاية للسلالة الأوتونية التي حكمت ألمانيا منذ عام 919، وبدون خليفة واضح للعرش الألماني عملت أرملة هنري كوصية على العرش بينما اجتمع الدوقات الألمان لانتخاب ملك جديد. ساعد الأرملة كونيغوندي في مهمتها أشقائها الأسقف ديتريش الأول ودوق بافاريا هنري الخامس، وأريبو رئيس أساقفة ماينتس.
اجتمع الأمراء الألمان في 4 سبتمبر 1024 في كامبا، وهو الاسم التاريخي لمنطقة تقع على الضفاف الشرقية لنهر الراين مقابل مدينة أوبنهايم الألمانية الحديثة، وفي موقع كامبا الآن تمثال صغير لكونراد الثاني. حضر الاجتماع المؤرخ والقسيس فيبو البرغوني الذي وثَّق الحدث. ترأس رئيس الأساقفة أريبو الاجتماع، وقدَّم كونراد نفسه كمرشح للانتخابات، كما فعل ابن عمه كونراد الأصغر، وكلاهما كانا من نسل الإمبراطور أوتو الأول لجدهما المشترك أوتو فورمس ابن الأميرة ليوتجارد إحدى بنات أوتو، وعلى الرغم من وجود أعضاء آخرين من السلالة الأوتونية لم يعتبر أي منهم مؤهلًا بشكل جدّي للمنصب، تبنت دوقية ساكسونيا إستراتيجية محايدة في الانتخابات بينما انتخبت دوقية لورين كونراد الأصغر، وفي حين فضل غالبية الأمراء المجتمعين كونراد الأكبر، لأن لديه ابنًا يبلغ من العمر سبع سنوات، ما يشير إلى مستقبل أكثر استقرارًا للمملكة. أدلى رئيس الأساقفة أريبو بأول صوت ودعم كونراد الأكبر، وانضم إليه رجال الدين الآخرون، ثم أدلى الدوقات العلمانيون بأصواتهم لصالح كونراد الأكبر أيضًا، في حين لم يدعمه رئيس أساقفة كولونيا والدوق جوثيلو الأول والدوق فريدرش الثاني.
توّج كونراد ملكًا على ألمانيا على يد رئيس الأساقفة أريبو في كاتدرائية ماينتس في 8 سبتمبر عام 1024 عن عمر يناهز 34 عامًا، وللاحتفال بانتخابه أمر كونراد ببناء كاتدرائية شباير بالقرب من منزل أجداده في فورمس، وبدأ البناء في عام 1030. كان رئيس الأساقفة أريبو مستشارًا لألمانيا، وأراد كونراد مكافأة رئيس الأساقفة على دعمه الانتخابي فعينه مستشارًا لإيطاليا أيضًا، ما جعل أريبو ثاني أقوى رجل في الإمبراطورية الرومانية المقدسة بصفته المستشار الإمبراطوري للملك.
رفض أريبو تتويج جيزيلا زوجة كونراد كملكة لأن زواجهما خالف القانون الكنسي، وردًا على ذلك رفض كونراد منح منصب رئيس الأساقفة لأريبو، استغل رئيس أساقفة كولونيا فرصة لاستعادة علاقته بالملك وتوج جيزيلا كملكة في 21 سبتمبر عام 1024.

### بدايات عهده
ورث كونراد مملكة كثيرة المشكلات. عارض حكمه دوقا ساكسونيا ولورين إضافة إلى ابن عمه كونراد الكارينثي. شرع كونراد وجيزيلا في جولة ملكية لتعزيز موقعه. حصل كونراد على دعم قريبه الأسقف برونو في أوغسبورغ والأسقف فيرنر في ستراسبورغ. كان كلا الرجلين شقيقين للإمبراطور السابق هنري الثاني وعينهما كونراد في منصب رفيع في بلاطه. بعد زيارة كولونيا، توقف كونراد في آخن، حيث أعلن أنه سيواصل المطالبة بفرنجة الشرقية بصفته خليفة لمؤسس الإمبراطورية شارلمان، رفض أمراء دوقية لورين مطالبته هذه. وانتقل كونراد بعدها شمالًا إلى ساكسونيا، وزار رئيستي الأديرة أديلايد الأولى من كفيدلينبورغ وصوفيا الأولى من غاندرسهايم، ابنتيّ الإمبراطور أوتو الثاني. قدمت هاتان الدعم له، ما ساعد على حشد النبلاء الساكسونيين خلفه. اعترف النبلاء الساكسونيون، بقيادة الدوق برنارد الثاني، رسميًا بحكمه خلال عيد الميلاد في مندن. وتعهد بدوره باحترام وتكريم العادات والقوانين الساكسونية القديمة. بقي كونراد وجيزيلا في ساكسونيا حتى مارس 1025، انتقلا آنذاك إلى دوقية شوابيا، واحتفلا بعيد الفصح في أوغسبورغ ثم انتقلا إلى دوقية بافاريا لقضاء عيد العنصرة في ريغنسبورغ. زار الزوجان أخيرًا زيورخ، حيث أنهيا جولتهما بعد عشرة أشهر. دخل كونراد برغونية بعدها من أجل تجديد المطالبة الملكية التي تنص بأن الإمبراطور هنري الثاني أجبر الملك البرغونية رودولف الثالث الذي لم يكن له أبناء على تسميته وريثًا له في 1016.
احتاج كونراد عند توليه العرش الألماني إلى حل «صراع غاندرسهايم» الذي طال أمده. سبب النزاع القائم منذ عقد من الزمان السيطرة على دير غاندرسهايم وممتلكاته التي تعود إلى عهد الإمبراطور أوتو الثالث. طالب كل من رئيس أساقفة ماينتس وأسقف هيلدسهايم بالسلطة على الدير، بما في ذلك الحق في الاستثمار واختيار راهبات الدير. على الرغم من أن أوتو الثالث قد خفف ذات مرة من التوترات بين الأطراف المتحاربة بإعلانه أحقية كلا الأسقفين باختيار رئيسة الدير وأخواتها، فإن الصراع ظل قائمًا. اعتمد رئيس أساقفة ألمانيا الجديد أريبو من ماينتس على كونراد الذي كان مدينًا لأريبو لدعمه خلال الاختيار الملكي. دعا الملك في يناير 1027 لعقد سينودس في فرانكفورت لإنهاء النزاع، لكنه فشل في الوصول إلى حل. دعا إلى سينودس آخر في سبتمبر 1028، لكنه فشل أيضًا. نجح سينودس ثالث في 1030 بحل الصراع عندما تخلى الأسقف جوتهارد من هيلدسهايم عن مطالباته لصالح أريبو.
انخرط كونراد وابن عمه الأصغر كونراد الأصغر في جدال خلال جولته الملكية في أوغسبورغ. على الرغم من أن موضوع الجدال غير واضح تمامًا، فإنه كان مرتبطًا بمطالب كونراد الأصغر بالتعويض المادي الذي وعده به كونراد الثاني للانسحاب من اختيار 1024 ولم يدفعه له بعد. يشير عدم وجود صراع بينهما بعد سبتمبر 1027 إلى أنهما تصالحا بحلول ذلك الوقت.

### الاضطرابات في إيطاليا
تواصل كونراد مع أعضاء النخبة الحاكمة الإيطالية أول مرة في بافاريا. عبر الأساقفة من شمال إيطاليا جبال الألب في يونيو 1025 بقيادة رئيس أساقفة ميلانو أريبرت من أجل تقديم الولاء إلى كونراد. وافق أريبرت على تتويج كونراد ملكًا مقابل بعض الامتيازات الإدارية. لكن الوضع في إيطاليا أصبح غير مستقر بعد وفاة هنري الثاني. طالب الكثير من الأرستقراطيين الإيطاليين بانفصال مملكة إيطاليا عن الإمبراطورية الرومانية المقدسة وسط أعمال شغب عرضية. اعتبر الأرستقراطيون والتجار المحليون أن فكرة حماية الفرنجة الترامونتانية ضد تهديدات الساراكينوس والبيزنطيين قد عفا عليها الزمن. كان يُنظر إلى العرش الإيطالي آنذاك على أنه شاغر وليس حقًا لكونراد. أرادت المدن اللومباردية اختيار ملك من صفوف شخصياتها الكبيرة، وعندما فشلت هذه الحركة، حاولوا دعوة أمير من أقطانية أو الممالك الفرنسية الأخرى. عرضوا التاج الإيطالي على الملك الكابيتي روبرت الثاني ملك فرنسا وابنه هيو ماغنوس. بعد رفض العرض، تواصلوا مع الدوق ويليام الخامس من أقطانية، الذي رفضه أيضًا على الرغم من أنه كان مهتمًا به في البداية.
عندما انتشر خبر وفاة هنري، ثار مواطنو بابية ودمروا القصر الإمبراطوري المحلي لملك القوط الشرقيين ثيودوريك العظيم، الذي بُني خلال القرن الخامس. على الرغم من أن بابية لم تعد مقر الإدارة الإمبراطورية في إيطاليا منذ عهد الأسرة الأوتونية، كان يُنظر إلى القصر على أنه رمز للسلطة الإمبراطورية في إيطاليا وعُدّ وجوده داخل أسوار المدينة غير مقبول. أصبحت بابية، بفضل موقعها الاستراتيجي على طرق التجارة من إيطاليا إلى برغونية وفرنسا، مركزًا تجاريًا مهمًا. طالب التجار والأرستقراطيون المحليون بأكبر قدر ممكن من الاستقلال الذاتي عن السيطرة الإمبراطورية. يُلاحظ شوتز أن بابية امتعضت من العبء المالي المترتب عليها كلما جاء واحد من أعضاء الأسرة الحاكمة إلى القلعة. مع ذلك، احتج الأساقفة على الحركة الانفصالية، إذ كانوا أفضل حالًا في ظل الحماية الإمبراطورية منه في ظل الأمراء المحليين.

## عهده الإمبراطوري

### تتويجه إمبراطورًا
توّج البابا يوحنا التاسع عشر كونراد وزوجته جيزيلا إمبراطورًا وإمبراطورة في 26 مارس 1027 في كاتدرائية القديس بطرس القديمة في روما. استمر الحدث سبعة أيام وحضره ابن كونراد ووريثه هنري، وكنوت العظيم ملك إنجلترا والدنمارك والنرويج، ورودولف الثالث ملك برغونية وحوالي 70 من كبار رجال الدين، بما في ذلك رؤساء أساقفة كولونيا وماينتس وترير وماغديبورغ وزالتسبورغ وميلانو ورافينا. دلّ حضور رودولف على وجود علاقات جيدة بينه وبين والإمبراطورية الرومانية المقدسة، وخلال الاحتفالات نشأ صراع على السلطة بين أساقفة ميلان ورافينا وانتهى لصالح ميلان. غادر كونراد روما بعد ذلك واتجه جنوبًا لتلقي التحية من إمارات جنوب إيطاليا: كابوا وساليرنو وبينيفينتو.
أصدر كونراد بعد تتويجه المراسيم التي أعادت تنظيم الأديرة والأبرشيات في إيطاليا بهدف إخضاع بطريركية البندقية للسيطرة الإمبراطورية. وفي 6 أبريل 1027 خلال المجمع الكنسي الذي عقد في كنيسة لاتران مع البابا يوحنا التاسع عشر ناقش الإمبراطور الأمر معترفًا أن بطريركية أكويليا أعلى من بطريركية غرادو حليفة الإمبراطورية البيزنطية. كان الأكويليان بوبو مؤيدًا مخلصًا للإمبراطور هنري الثاني الذي عينه بطريركًا في عام 1020. وضع كونراد البطريركية في غرادو تحت سلطة بوبو، ما أدى إلى ضمان ولاء بوبو بجعله مستشار الإمبراطور الأعلى في شمال إيطاليا. أنهى هذا المجمع الكنسي استقلال كنيسة غرادو وحدَّ من الاستقلال السياسي لمدينة البندقية، وبذلك خالف الإمبراطور كونراد سياسات أسلافه وألغى مكانة البندقية التجارية المميزة.
عاد كونراد إلى ألمانيا في مايو 1027 لحضور جنازة هنري الخامس دوق بافاريا في ريغنسبورغ. أكد كونراد على حقه في تعيين دوق بافاريا الجديد، واتخذ قرارًا غير مسبوق باختيار ابنه هنري البالغ من العمر 10 سنوات للمنصب، متجاهلًا العديد من المرشحين المناسبين. تولّى الأمير الشاب حكم بافاريا في 24 يونيو 1027، وبعد تعيين ابنه هنري عقد كونراد محكمة في ريغنسبورغ وأصدر مرسومًا يقضي بضرورة توثيق جميع الممتلكات الإمبراطورية في دوقية بافاريا، وهذا يعني الطلب من مختلف الأساقفة حصر كافة الممتلكات الإمبراطورية في مناطقهم وقلاعهم وأديرتهم والإبلاغ عنها.